# Zdenko Kaprálik
Zdenko Kaprálik (* 28. August 1985 in Dolný Kubín) ist ein tschechischer Fußballspieler.

## Karriere
Zdenko Kaprálik erlernte das Fußballspielen in der Jugendmannschaft von Inter Bratislava. Hier unterschrieb er 2004 auch seinen ersten Vertrag. Der Verein aus der Slowakei spielte in der ersten Liga, der Corgoň liga. Im August 2007 wechselte er zu nach Tschechien zu Fotbal Fulnek. Mit dem Klub aus Fulnek spielte er in der zweiten tschechischen Liga, der Fotbalová národní liga. Ein Jahr später ging er in die Niederlande. Hier wurde er vom PEC Zwolle unter Vertrag genommen. Für den Verein aus Zwolle spielte er 44-mal in der zweiten Liga, der Eerste Divisie. Der Ligakonkurrent SC Cambuur aus Leeuwarden verpflichtete ihn ab August 2010. 2011 ging er wieder in die Slowakei, wo er von Februar bis Juli beim Erstligisten Spartak Trnava in Trnava spielte. Die Saison 2011/12 spielte er wieder in den Niederlanden, wo er für den Zweitligisten FC Oss auf dem Spielfeld stand. Baník Ostrava, ein Verein aus Tschechien nahm ihn die Saison 2012/13 unter Vertrag. Im August 2013 kehrte er nach Oss zu seinem ehemaligen Verein FC Oss zurück. Nach der Hinserie ging er 2014 nach Asien. Hier unterschrieb er in Thailand einen Vertrag bei Army United. Der Verein aus der thailändischen Hauptstadt Bangkok spielte in der ersten Liga, der Thai Premier League. Ende 2016 stieg er mit dem Klub in die zweite Liga ab. Für die Army bestritt er 98 Ligaspiele. Anfang März 2018 ging er in die Slowakei. Hier schloss er sich dem unterklassigen Oravan Oravska Jasenica an. Von Juli 2019 bis Juli 2020 pausierte er. Mitte Juli 2020 verpflichtete ihn sein ehemaliger Verein Oravan Oravska Jasenica.